# Ulesta formosana
Ulesta formosana är en stekelart som först beskrevs av Tohru Uchida 1932.  Ulesta formosana ingår i släktet Ulesta och familjen brokparasitsteklar. Inga underarter finns listade i Catalogue of Life.